# Guerra de formatos de cintas de video

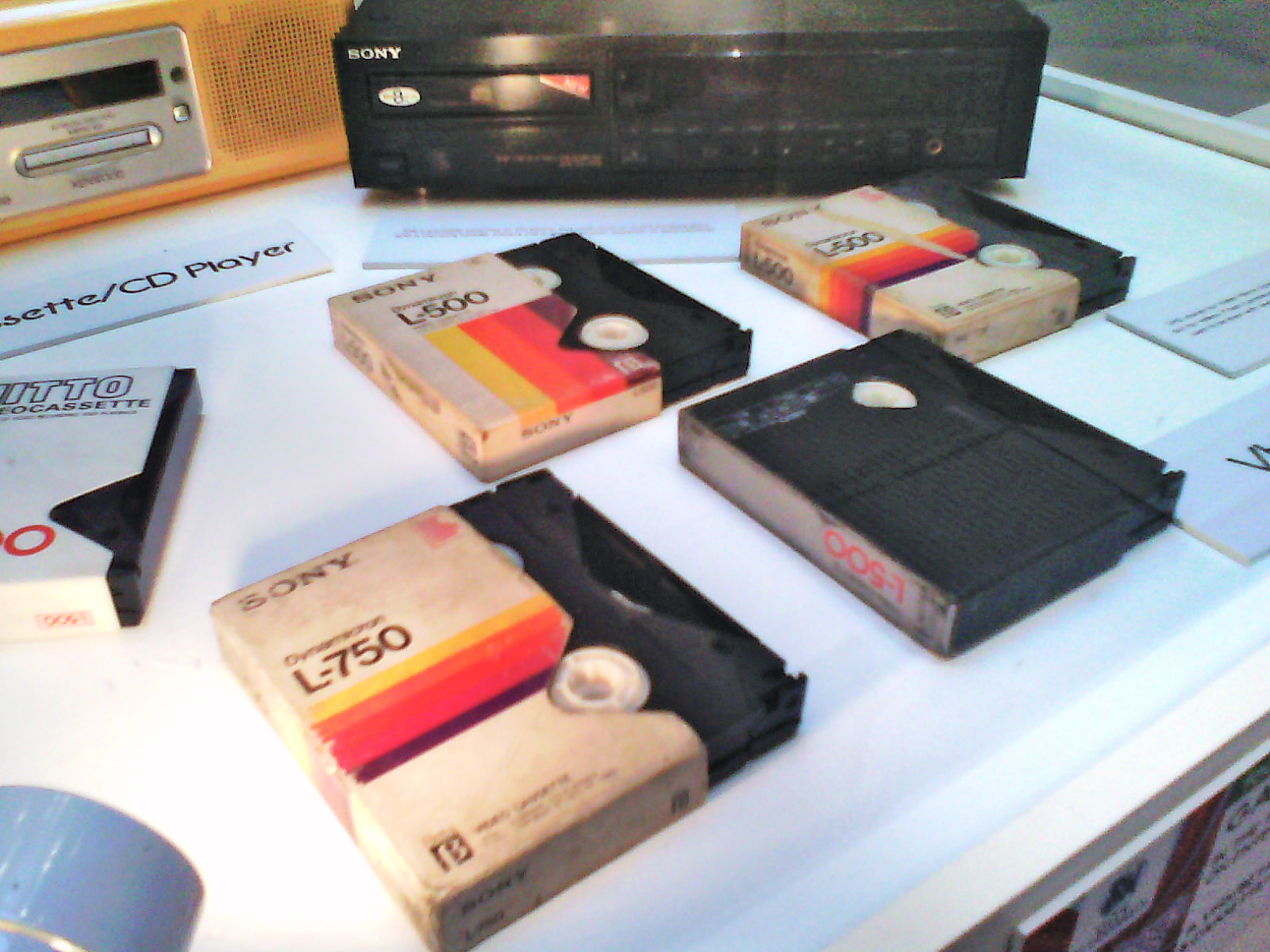
Cintas Betamax mostradas en un museo

La guerra de formato de cinta de video fue un período de intensa competencia entre licencias y formatos incompatibles de grabadores y reproductores de cintas de vídeo analógicas (VCR) a finales de los años 1970 y 1980, principalmente entre los sistemas Betamax de Sony, VHS de JVC y en menor medida el Video 2000 de Philips. VHS resultó ser finalmente el formato preeminente.

## Descripción general
La primera grabadora de video (VCR) disponible fue el sistema U-matic, lanzado en septiembre de 1971. El U-matic fue diseñado para uso de producción de televisión comercial o profesional, y no era accesible o fácil de usar para vídeos o películas caseras. La primera videograbadora de grado para consumidores que se lanzó fue el formato VCR Philips N1500 en 1972, seguido en 1975 por Betamax de Sony. Esto fue seguido rápidamente por el formato VHS competidor de JVC, y más tarde por Video 2000 de Philips.  Posteriormente, la guerra de formato Betamax-VHS comenzó en serio. Otros competidores, como Avco Cartrivision, Sanyo's V-Cord y Matsushita, "Great Time Machine", desaparecieron rápidamente.
Sony había demostrado un sistema prototipo de grabación de cinta de video que llamó "Beta" a los otros fabricantes de productos electrónicos en 1974, y esperaba que respaldarían un solo formato por el bien de todos. Pero JVC, en particular, decidió ir con su propio formato, a pesar del atractivo de Sony para el Ministerio de Comercio e Industria japonés, comenzando así la guerra de formatos.
Los fabricantes también introdujeron otros sistemas, como los discos de estilo de registro basados en agujas (Disco electrónico de capacitancia de RCA, Disco de alta densidad de video de JVC) y LaserDisc de Philips.  Ninguno de estos formatos de disco ganó mucho terreno ya que ninguno era capaz de grabar en casa;  sin embargo, sí tenían pequeños nichos de mercado.  El económico formato de registro CED (utilizando un stylus fino en forma de quilla para leer una señal electrónica en lugar de vibraciones mecánicas) lo hizo atractivo para familias de bajos ingresos durante la década de 1980, y la resolución del LaserMec de 5 MHz / 420 lo hizo popular con consumidores exigentes hasta 1997 (cuando el DVD-Video se convirtió en el nuevo estándar de alta calidad).
Si bien existe una suposición popular de que VHS ganó a Betamax debido al mercado de películas pornográficas, actualmente no existe una evidencia clara de una manera u otra.

## Tecnologías en competencia
Sony se había reunido con ejecutivos de Panasonic Corp a finales de 1974 o principios de 1975 para hablar sobre el próximo mercado de videos caseros. Ambos habían cooperado anteriormente en el desarrollo y comercialización del formato de videocasete U-Matic. Sony trajo un prototipo de Betamax para que los ingenieros de Panasonic Corp lo evaluaran. Sony en ese momento no estaba al tanto del trabajo de JVC.  En una reunión posterior de Panasonic Corp, con la administración de JVC presente, mostró a Sony un prototipo de VHS, y les aconsejó que no era demasiado tarde para adoptar VHS "por el bien de la industria", pero la gerencia de Sony consideró que estaba demasiado cerca de la producción de Betamax.

### Mercado estadounidense
Si bien el precio minorista más bajo de las máquinas VHS fue un factor importante, el campo de batalla principal resultó ser el tiempo de grabación. El grabador de video original Sony Betamax para el sistema de televisión NTSC solo podía grabar durante 60 minutos, idéntico al formato U-matic anterior, que había sido suficiente para su uso en estudios de televisión. El VHS de JVC podría administrar 120 minutos, seguido de la entrada de RCA en el mercado con una grabadora de 240 minutos. Estos desafíos provocaron una mini guerra para ver quién podía lograr el mayor tiempo de grabación.
RCA había planeado inicialmente un formato de video casero alrededor de 1974, que se llamaría "SelectaVision MagTape", pero lo canceló luego de escuchar rumores sobre el formato Betamax de Sony, y estaba considerando a Sony como Original equipment manufacturer para una videograbadora con marca RCA. RCA tuvo conversaciones con Sony, pero RCA sintió que el tiempo de grabación era demasiado corto, insistiendo en que necesitaban al menos un tiempo de grabación de 4 horas (según se informa porque esa era la duración de un juego de fútbol americano televisado promedio). Los ingenieros de Sony sabían que la tecnología disponible para fabricar cabezas de video aún no estaba a la altura, pero era posible reducir a la mitad la velocidad de la cinta y el ancho de la pista. Sin embargo, la calidad de la imagen se degradaría severamente, y en ese momento los ingenieros de Sony consideraron que el compromiso no valía la pena.
Poco después, RCA se reunió con ejecutivos de JVC, quienes habían creado su propio formato de video bautizado como "VHS" (que significaba "Video Home System"). Pero JVC también se rehusó a comprometer la calidad de la imagen de su formato al permitir un modo de cuatro horas. La corporación matriz de JVC, Matsushita, se reunió posteriormente con RCA, y acordó fabricar una máquina VHS con capacidad para cuatro horas para RCA.
RCA iría al mercado "4 horas, $999", forzando una guerra de precios y también una guerra de "longitud de cinta". Betamax eventualmente logró 5 horas a la velocidad Beta-III en un casete L-830 ultrafino, y finalmente VHS apretó 10 horas y media con velocidad SLP / EP en un casete T-210 (o 12 horas en el T de DVHS). -240 s. Velocidades de cinta más bajas significaban una degradación en la calidad de la imagen, ya que las bandas de video adyacentes creaban "diafonía" y ruido en la imagen decodificada.